# 漆河镇
漆河镇，是中华人民共和国湖南省常德市桃源县下辖的一个乡镇级行政单位。

## 行政区划
漆河镇下辖以下行政区：
仙鹤路社区、兴隆祠社区、长寿街社区、仙人山社区、勒马山村、石板桥村、列甲桥村、汉官庙村、曙光村、华岩河村、铁佛寺村、重阳村、黄婆殿村、夺旗山村、龙昌村、玉皇坪村、八方坪村、吕家当村、涌泉村、天宝山村和聚宝山村。